# Five Day Shelter
Five Day Shelter é um filme independente da Irlanda feito em coprodução com a França.

## Sinopse
O filme aborda as vidas entrelaçadas de vários personagens em um ambiente urbano contemporâneo dramático ao longo de cinco dias. Tentando deixar as mentiras para trás, eles podem finalmente encontrar a libertação.

## Elenco
- Antonia Campbell-Hughes ... Paula
- Ines Catalano ... enfermeira
- Charles De Bromhead ... enfermeiro
- Kate Dickie ... Jean
- Michael Ford-FitzGerald ... Nick (Michael FitzGerald)
- John Lynch ... Stephen
- Stella McCusker ... Margaret
- Donna Anita Nikolaisen ... recepcionista (Donna Nikolaisen)
- Marcella Plunkett ... Alison
- Mark Pollock ... Bob
- Ger Ryan ... Jackie
- John Travers ... Robbie
- Emma Tuthill ... Jess
- Johnny Ward ... Brian
- Keith Ward ... Jimmy

## Recepção
Ronan Wright em análise para o Belfast Telegraph do Reino Unido disse: "Uma confusão sombria de temas bem intencionados e observações semi-cozidas, procura em vão por uma visão original em vida cotidiana comum. O filme de Leonard provoca uma única confusão frustrante e revela nada mais do que uma sensibilidade decepcionante e tacanha."

## Prêmios
- International Rome Film Festival 2010 - Prêmio Golden Marc' Aurelio para Ger Leonard - Indicado[1]
- Mons International Film Festival in Mons Belgium 2010 - Compétition du Premier Film Européen - melhor primeiro longa-metragem europeu - Venceu[3]